# Kinngarjuaq
Kinngarjuaq, tidigare benämnd Juet Island, är en ö i Kanada.   Den ligger i territoriet Nunavut, i den östra delen av landet, 2 000 km norr om huvudstaden Ottawa. Arean är 3,1 kvadratkilometer.
Terrängen på Kinngarjuaq är platt. Öns högsta punkt är 96 meter över havet. Den sträcker sig 3,0 kilometer i nord-sydlig riktning, och 2,1 kilometer i öst-västlig riktning.
Trakten runt Kinngarjuaq är nära nog obefolkad, med mindre än två invånare per kvadratkilometer.